# Tapéus
Tapéus ist eine Ortschaft und Gemeinde in Mittel-Portugal.

## Geschichte
Funde deuten auf eine Besiedlung seit der Altsteinzeit. Erstmals dokumentiert wurde die heutige Ortschaft in einer Urkunde im Jahr 1111. Die steinigen Böden des gebirgigen Gebietes verhinderten jedoch eine bedeutende wirtschaftliche Entwicklung. Die Gemeinde Tapéus gehörte bis 1864 zum Kreis Redinha, um seither zu Soure zu gehören.

## Verwaltung
Tapéus ist eine Gemeinde (Freguesia) im Kreis (Concelho) von Soure, im Distrikt Coimbra. In ihr leben 326 Einwohner (Stand 19. April 2021).
Folgende Ortschaften liegen in der Gemeinde:
- Baixos
- Carpinteiros
- Carvalhal
- Casal Cimeiro
- Fonte do Cortiço
- Porto Coelheiro
- Tapeus
- Venda Nova

## Wirtschaft
Die überwiegend steinigen Böden ermöglichen keine ausgeprägte Landwirtschaft im Gemeindegebiet, begünstigen jedoch den Anbau von Olivenbäumen. So sind hier bis heute die Produktion von Olivenöl und der Betrieb von Steinbrüchen die bedeutendsten Wirtschaftszweige. Das Gemeindegebiet ist zudem ein beliebtes Jagdrevier in der Region.